# Первое Мая (Липецкая область)
Пе́рвое Ма́я — посёлок Падовского сельсовета Липецкого района Липецкой области. 

## География
Стоит на правом берегу реки Воронежа.

## История
Возник в 1920-х годах как сельскохозяйственная коммуна .
Название было дано в честь праздника трудящихся — Первомая.

## Население
| 2010 | 2012 |
| ---- | ---- |
| 2    | ↗4   |